# Santo Spirito (Siena)

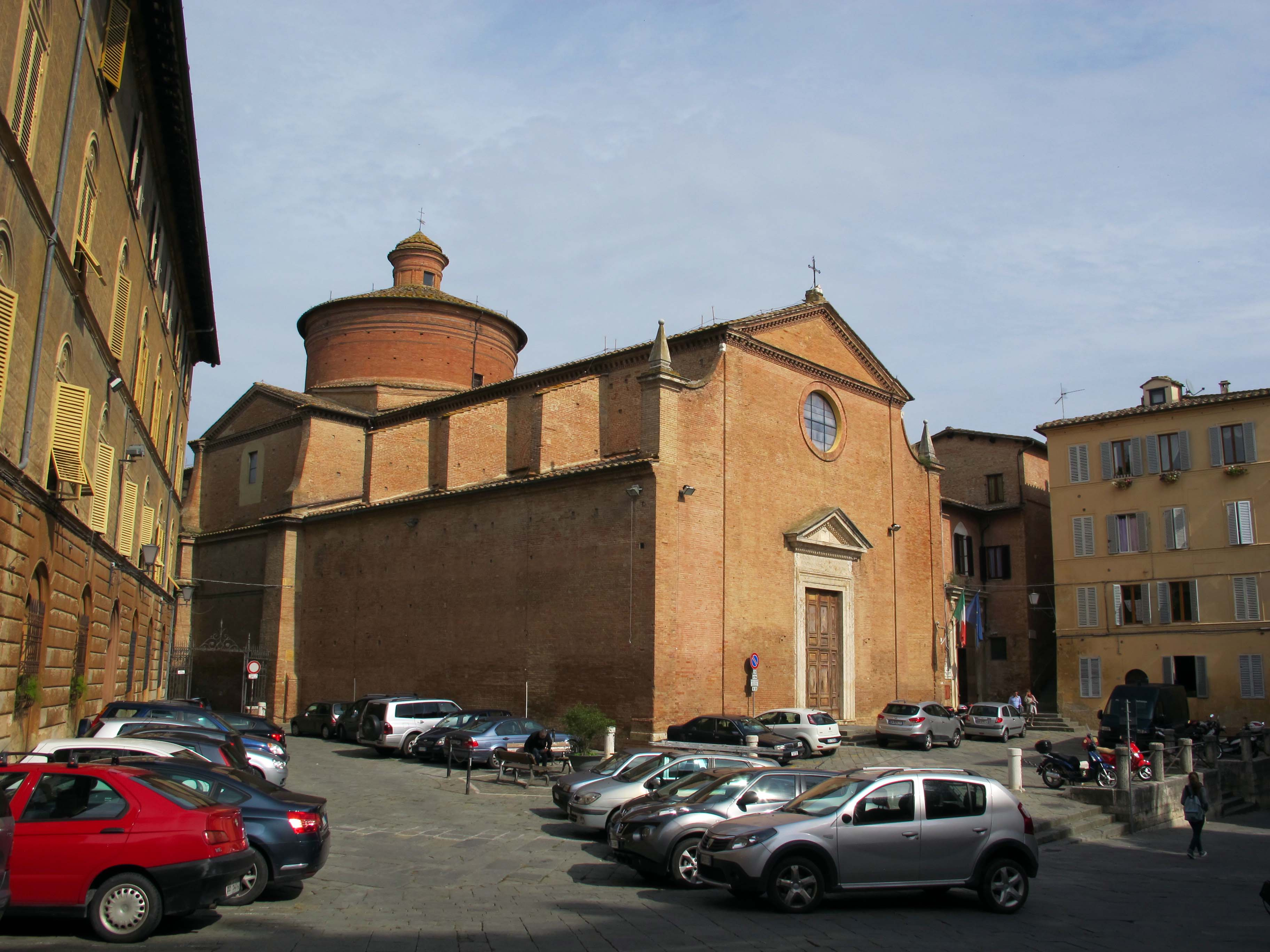
Siena, Santo Spirito.

De Santo Spirito is een rooms-katholieke kerk in renaissancestijl aan de Piazza Santo Spirito in de Italiaanse stad Siena, regio Toscane. 

## Geschiedenis
Ze werd gebouwd in de 14e eeuw, door de Silvestrijnen en kwam daarna in de handen van de Vallombrosianen. Rond het midden van de 15e eeuw werd ze het eigendom van de broeders Dominicanen die ze tussen 1498 en 1530 grotendeels herbouwden. De kerk kreeg toen haar huidige vorm. De kloosterorde werd tijdens de revolutie in 1848 opgeheven en de gebouwen werden omgevormd tot een gevangenis. Nadien werd de kerk teruggegeven aan het bisdom Siena en terug in gebruik genomen als kerk.

## Omschrijving
De kerk, gebouwd in baksteen, heeft een puntgevel verfraaid met een prachtig renaissance portaal toegeschreven aan Baldassarre Peruzzi en gedateerd op 1519. Het interieur, ook in renaissance stijl, heeft slechts een beuk met talrijke zijkapellen, vier aan elke kant. Het transept is iets breder dan de beuk en er is een diepe koorruimte afgesloten met een apsis. De trommelvormige koepel wordt toegeschreven aan Giacomo Cozzarelli (1508).

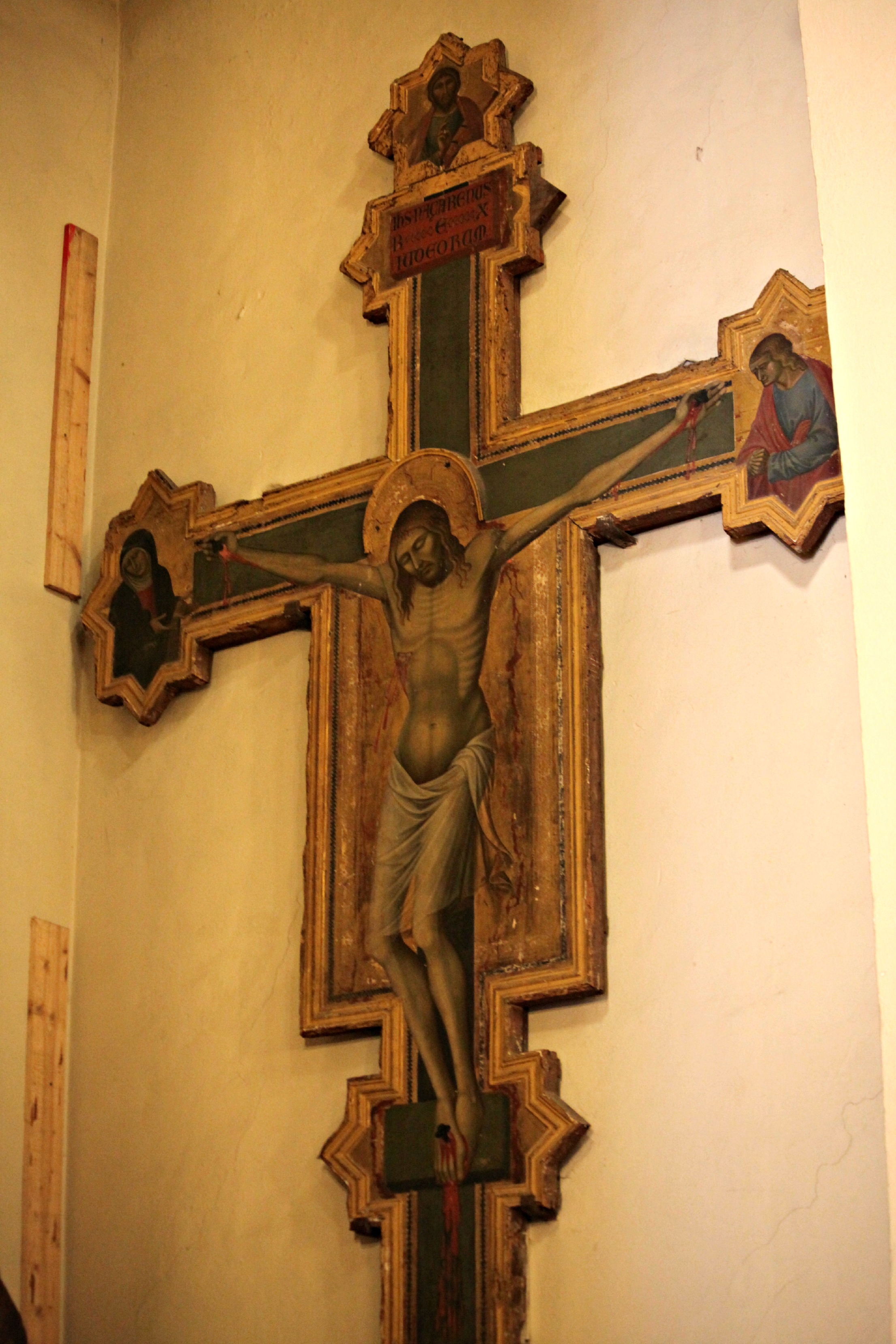
Lucca di Tommè, Beschilderd kruisbeeld

## Kunstwerken
In de kerk zijn tal van kunstwerken bewaard gebleven. Belangrijk zijn de fresco's uit 1530 van de hand Giovanni Antonio Bazzi ook bekend als Il Sodoma, van de heilige Jacobus van Compostella die de Moren verslaat. Ze bevinden zich in de Spaanse kapel, de eerste kapel aan de rechterzijde. In dezelfde kapel staat een zeldzame, geschilderde, terracotta kerststal van Ambrogio della Robbia (1504), zoon van de veel beter bekende Andrea Della Robbia. In de tweede kapel aan de rechterkant staat een beschilderd houten beeld van de heilige Vincenz Ferrer van Giacomo Cozzarelli. In de derde kapel bevond zich de Kroning van de Maagd van Domenico Beccafumi, maar die is overgebracht naar de Pinacoteca Nazionale. Nu hangt er het 17e-eeuwse schilderij van Deifebo Burbarini met de heilige Bernardo Tolomei voor het kruis. 
In de eerste kapel aan de linkerkant bevindt zich de Hemelvaart met Sint Franciscus en Catharina van Siena, toegeschreven aan Giacomo Pacchiarotti (1509) en in de tweede kapel staat een houten beeld van Catharina van Siena misschien van de hand van Cozzarelli. In de derde kapel kan men de Kroning van de Maagd door Girolamo del Pacchia (1512) bewonderen. Het werk wordt geflankeerd door terracotta beelden van Maria Magdalena en Hiëronymus van Stridon uit het begin van de zestiende eeuw en toegeschreven aan Giacomo Cozzarelli. In dezelfde kapel vinden we een kruis geschilderd door Luca di Tommè (tweede helft 14e eeuw). 
In het rechtse transept is het altaarstuk met het wonder van Hyacinthus van Polen van Francesco Vanni (vóór 1596) te zien. Men vindt er ook de levendige fresco's geschilderd door zijn halfbroer Ventura Salimbeni met Hyacinthus die een blinde jongen geneest (links) en Hyacinthus die over het water loopt (rechts). In het linker transept staat het zeventiende-eeuwse altaarstuk van Astolfo Petrazzi met een Madonna met heiligen. 
Op de pilaren aan de zijkanten van het hoofdaltaar staan de heilige Dominicus, de heilige Catharina van Alexandrië, Sint-Bernardus en de heilige Catharina van Siena van Rutilio Manetti en in de apsis, het Pinksterfeest van Giuseppe Nicola Nasini. 
In de sacristie, die vroeger deel uitmaakte van het klooster, staat een prachtig fresco uit 1516 van Fra Paolino da Pistoia. 

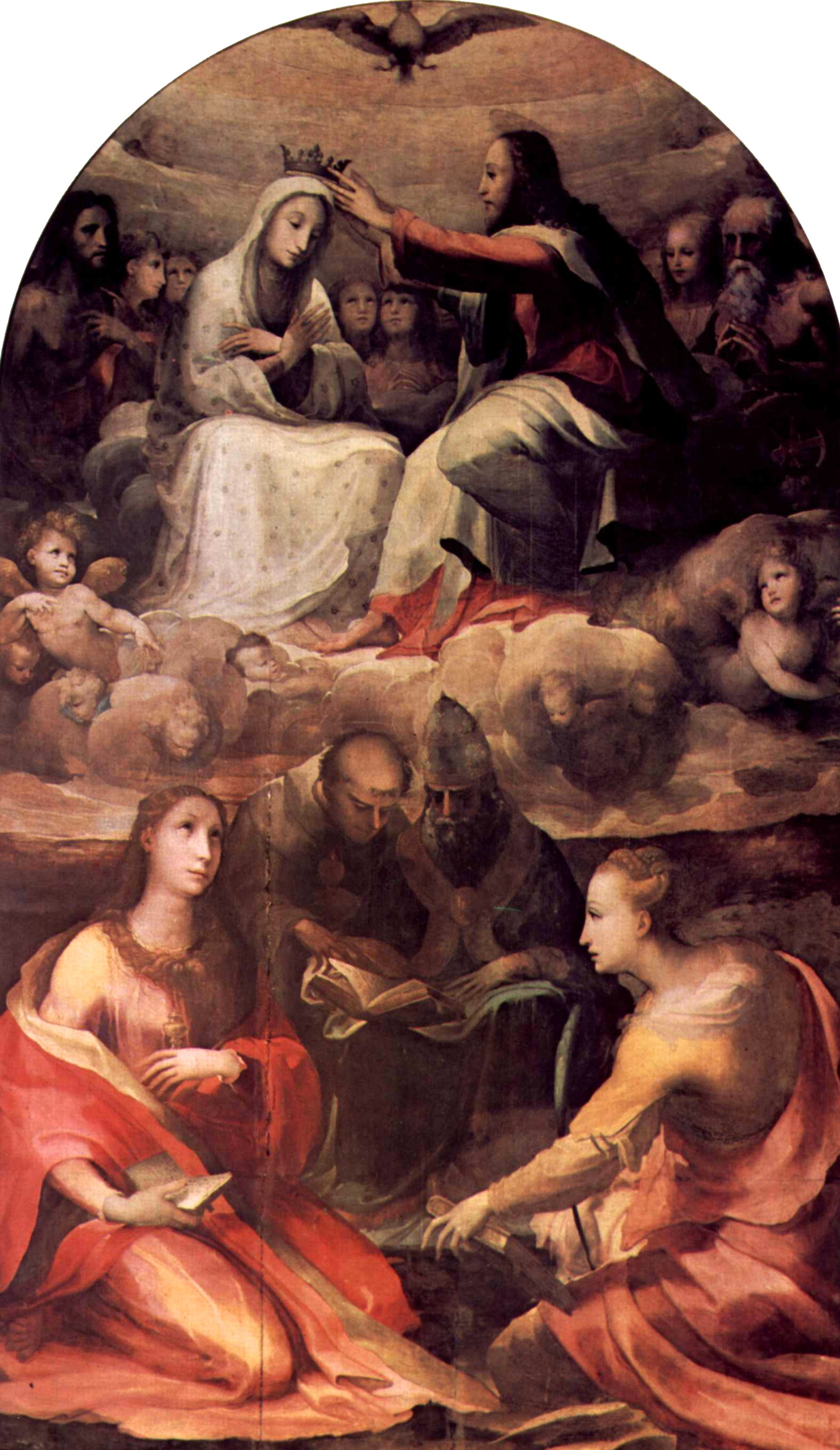
Domenico Beccafumi, Kroning van de Maagd

## Kunstwerken van de Santo Spirito, nu in musea
- Domenico Beccafumi, Mystiek huwelijk van de heilige Catharina van Siena, nu in het Palazzo Chigi-Saracini
- Domenico Beccafumi, Kroning van de Maagd, nu in de Pinacoteca Nazionale di Siena.
- Piero di Francesco degli Orioli, Maria-Visitatie (1496), nu in de Pinacoteca Nazionale di Siena.
- Girolamo del Pacchia, Annunciatie en een Maria-Visitatie (1518, nu in de Pinacoteca Nazionale di Siena.